# Metailurini
Metailurini é uma tribo pertencente à sub-família Machairodontinae de felinos, que corresponde aos “tigres” dente-de-cimitarra. Estritamente, o uso da palavra tigre para descrever estes animais é incorrecto, uma vez que não são antecessores directos do tigre, nem são classificados na sub-família Pantherinae. O grupo distingue-se dos restantes macairodontídeos pelos dentes caninos mais largos e curtos, em forma de cimitarra. Tinham também patas relativamente mais finas e longas e eram menos robustos. 
Os metailurínios viveram viviam na América do Norte, Europa, Ásia e África entre o Miocénico superior e o Plistocénico superior, o que corresponde ao período 16 milhões de anos a 10,000 anos atrás. 
O género mais bem estudado dentro do grupo é o Dinofelis que tinha dimensões um pouco superiores às de um leão moderno. O Dinofelis viveu em toda a distribuição geográfica da tribo Metailurini, mas foi apenas no Sul de África que subsistiu no Plistocénico. Foram encontrados fósseis de Dinofelis em conjunto com vestígios de Australopithecus, um hominídeo extinto, o que sugere que o felino se alimentasse destes primatas. 
O Metailurus, que confere o nome ao grupo, viveu entre 15 e 8 milhões de anos atrás e tinha dimensões semelhantes às de um leopardo moderno. Este género tinha uma constituição robusta, com as patas dianteiras bastante mais fortes que as traseiras, que sugere que caçasse em áreas florestadas sendo talvez arbóreo. 
Os outros géneros do grupo são: o Adelphailurus da América do Norte, de dimesões semelhantes às de um puma, o Stenailurus e o Pontosmilus.

## Géneros
- Dinofelis
- Metailurus
- Adelphailurus
- Stenailurus
- Pontosmilus